# 基尔塔
基尔塔（约公元前16世纪前后在位）（英語：Kirta）胡里特人的早期米坦尼国王之一。舒塔尔那一世之父。亦被认为是米坦尼的主要开创者，约活动于公元前16世纪前后，他的统治为米坦尼约两个世纪的发展奠定了基础。